# Señorita
„Señorita” este un cântec înregistrat de către compozitorul și cântărețul american Justin Timberlake pentru albumul său de debut, Justified (2002). A fost lansat pe 18 iulie 2003 de către Jive Records ca și al patrulea single de pe album. Cântecul a fost scris de Timberlake și The Neptunes (Pharrell Williams și Chad Hugo), care au l-au și produs.
După spusele lui Timberlake, cântecul a fost influențat de către Stevie Wonder. În termeni muzicali, „Señorita” este o baladă jazz up-tempo, acompaniată de un pian, un clopot în beat-ul melodiei și o secțiune ritmică. A fost descris ca și un număr muzical spaniol, cu părți latino. Pe parcursul cântecului, Timberlake cântă despre o femeie a cărei atenție vrea să o primească. „Señorita” a primit păreri pozitive din partea criticilor muzicali, care au comentat melodia în general, dar și versurile.
Single-ul a ajuns pe locul cinci în Billboard Top 40 Mainstream, iar în Billboard Hot 100 pe poziția douăzeci și șapte. Internațional, single-ul a ajuns în topuri din țări precum Canada, Noua Zeelandă, Australia, și țări europene printre care Belgia, Olanda, Franța, Austria, Elveția, Regatul Unit și Irlanda. Videoclipul muzic a fost nominalizat pentru Cel mai bun videoclip masculin la MTV Video Music Awards, în 2004.
Videoclipul pentru „Señorita” a fost regizat de Paul Hunter. [ 37 ] Videoclipul a fost filmat în iulie 2003 într-un club din Los Angeles. Videoclipul include și apariții cameo ale actorilor Pharrell Williams și Chad Hugo. [ 38 ] La jumătatea anului 2003, Timberlake a fost întrebat despre conceptul videoclipului muzical, dar a spus că videoclipul era încă în faza de dezvoltare. A fost întrebat dacă își va îndrepta sentimentele către o „doamnă frumoasă”, la care Timberlake a răspuns: „Nu. De ce te-ai limita la una?” [ 38 ] Videoclipul pentru „Señorita” îl prezenta pe Timberlake cântând cu trupa sa live.
Videoclipul începe cu cântecul redat într-un cadru de bar exterior. Înăuntru, Timberlake este văzut îndreptându-se direct spre bar. Se uită la scenă și se duce imediat acolo. Ia microfonul și începe să cânte melodia. Pharrell este prezentat cântând la tobe, în timp ce Chad este la tastatură pe tot parcursul videoclipului. Timberlake continuă să cânte, dar atrage atenția unei femei într-o rochie roșie (Natalie Martinez). În altă parte, Timberlake, care nu este pe scenă, este prezentat dansând cu o femeie într-o bluză albă în timp ce cântă melodia. Într-o altă parte a videoclipului, Timberlake dansează cu o altă femeie. În tranziție, cântă și dansează cu două femei, în cadre separate. După ce trece el este văzut cântând pe scenă. Într-o parte a cântecului, Timberlake dirijează mulțimea de bărbați și femei, spunându-le bărbaților să cânte: „Simt că ceva se încălzește. Pot să vin cu tine?” iar Timberlake însuși cântă: „Nu știu la ce mă gândesc / te las cu adevărat”. [ 21 ] Timberlake încheie cântecul cu cuvintele „Domnilor, noapte bună / Doamnelor, bună dimineața”.
Videoclipul îi prezintă pe actorul Owen Wilson și pe iubita lui de atunci, Carolina Cerisola. [39] Lanford Beard de la Middlebury College Student Weekly a scris într-o recenzie a videoclipului muzical că „decorul mexican al salonului” al lui Timberlake din videoclip „a îmbrățișat o anumită estetică de playa masculină și neplăcută” pentru el, „deci va trebui doar să acceptăm că aceasta este imaginea pe care și-o construiește el și – o iubim sau o urăm – ne-am putea obișnui la fel de bine.” [ 40 ] La MTV Video Music Awards din 2004, videoclipul a fost nominalizat pentru Cel mai bun videoclip masculin. [ 41 ]
În aprilie 2024, videoclipul a primit peste 115 milioane de vizualizări pe YouTube. [ 42 ]

## Versiuni
CD Single (Europa)
1. „Señorita” (Versiunea albumului) – 4:54
2. „Señorita” (Instrumental) – 4:54
3. „Señorita” (Eddie's Extended Club Mix) – 6:27
4. „Rock Your Body" (Vasquez Club Anthem) – 9:15
5. „Señorita” (Video) – 4:33

CD Single (Regatul Unit)
1. „Señorita” (Radio Edit Short Intro) – 4:16
2. „Señorita” (Eddie's Crossover Rhythm Mix) – 4:18
3. „Señorita” (Eddie's Extended Dance Mix) – 6:27
4. „Señorita” (Dr. Octavo 2-Step Mix) – 3:50

## Topuri
| Top (2003)                           | Poziția de top |
| ------------------------------------ | -------------- |
| Australia (ARIA)                     | 6              |
| Austria (Ö3 Austria Top 40)          | 61             |
| Belgia (Ultratop 50 Flanders)        | 15             |
| Belgia (Ultratop 50 Wallonia)        | 15             |
| Canada (Canadian Hot 100)            | 19             |
| Danemarca (Tracklisten)              | 13             |
| Franța (SNEP)                        | 41             |
| Germania (Media Control AG)          | 51             |
| Irlanda (IRMA)                       | 15             |
| Italia (FIMI)                        | 32             |
| Olanda (Mega Single Top 100)         | 26             |
| Noua Zeelandă (RIANZ)                | 4              |
| Suedia (Sverigetopplistan)           | 29             |
| Elveția (Schweizer Hitparade)        | 42             |
| UK Singles (Official Charts Company) | 13             |
| US Billboard Hot 100                 | 27             |
| US Mainstream Top 40 (Billboard)     | 5              |

| Top (2012)                           | Poziția de top |
| ------------------------------------ | -------------- |
| UK Singles (Official Charts Company) | 155            |

## Datele lansării
| Țară         | Dată               | Format           | Casa de discuri          |
| ------------ | ------------------ | ---------------- | ------------------------ |
| SUA          | 8 iulie 2003       | Mainstream radio | Jive Records             |
| SUA          | 8 iulie 2003       | Radio ritmic     | Jive Records             |
| Germania     | 1 septembrie 2003  | Single maxi      | Sony Music Entertainment |
| Regatul Unit | 15 septembrie 2003 | Single maxi      | Sony Music Entertainment |
| Europe       | 18 iulie 2003      | Single maxi      | Sony Music Entertainment |
| Regatul Unit | 20 octombrie 2003  | Single 12"       | Sony Music Entertainment |